# Garin
Garin ist eine französische Gemeinde mit 150 Einwohnern (Stand 1. Januar 2022) im Département Haute-Garonne in der Region Okzitanien.

## Geografie
Die Gemeinde Garin liegt im Tal von Larboust mitten in den Pyrenäen in der historischen Provinz Comminges, ungefähr 55 Kilometer südöstlich von Saint-Gaudens. Auf der Carte de Cassini, die Frankreich in der Zeit zwischen 1756 und 1789 zeigt, trägt sie noch den Namen Garen. Die Gemeinde liegt am Ufer des Portet, eines kleinen Nebenflusses der Neste d’Oô; ihre Einwohner werden Garinois genannt.

## Bevölkerungsentwicklung
| Jahr                       | 1962 | 1968 | 1975 | 1982 | 1990 | 1999 | 2007 | 2017 | 2019 |
| -------------------------- | ---- | ---- | ---- | ---- | ---- | ---- | ---- | ---- | ---- |
| Einwohner                  | 117  | 108  | 108  | 108  | 108  | 102  | 137  | 145  | 155  |
| Quellen: Cassini und INSEE |      |      |      |      |      |      |      |      |      |

## Sehenswürdigkeiten
Das bekannteste Bauwerk Garins ist die romanische Chapelle Saint-Pé de la Moraine (auch Chapelle Saint-Tritous), deren Bau im 10. Jahrhundert begonnen und im 11. Jahrhundert beendet wurde. Seit 1971 trägt sie den Titel eines Monument historique de France. Sie steht auf einer Gletschermoräne. Im Mauerwerk der Kapelle war ein Votivaltar zu Ehren des Pyrenäen-Gottes Abellio eingebaut worden, der heute im Musée Saint-Raymond in Toulouse aufbewahrt wird.

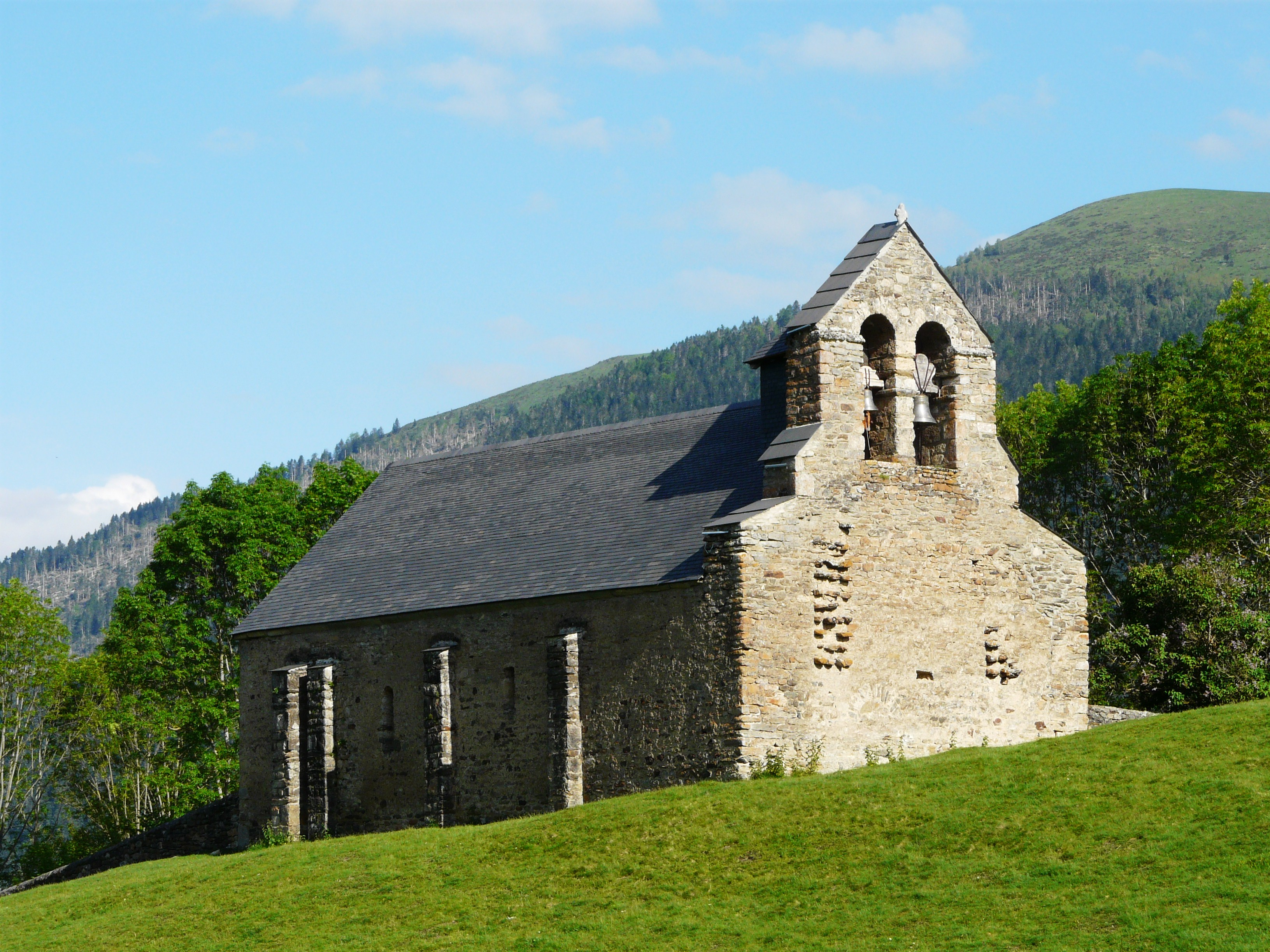
Kapelle Saint-Pé de la Moraine
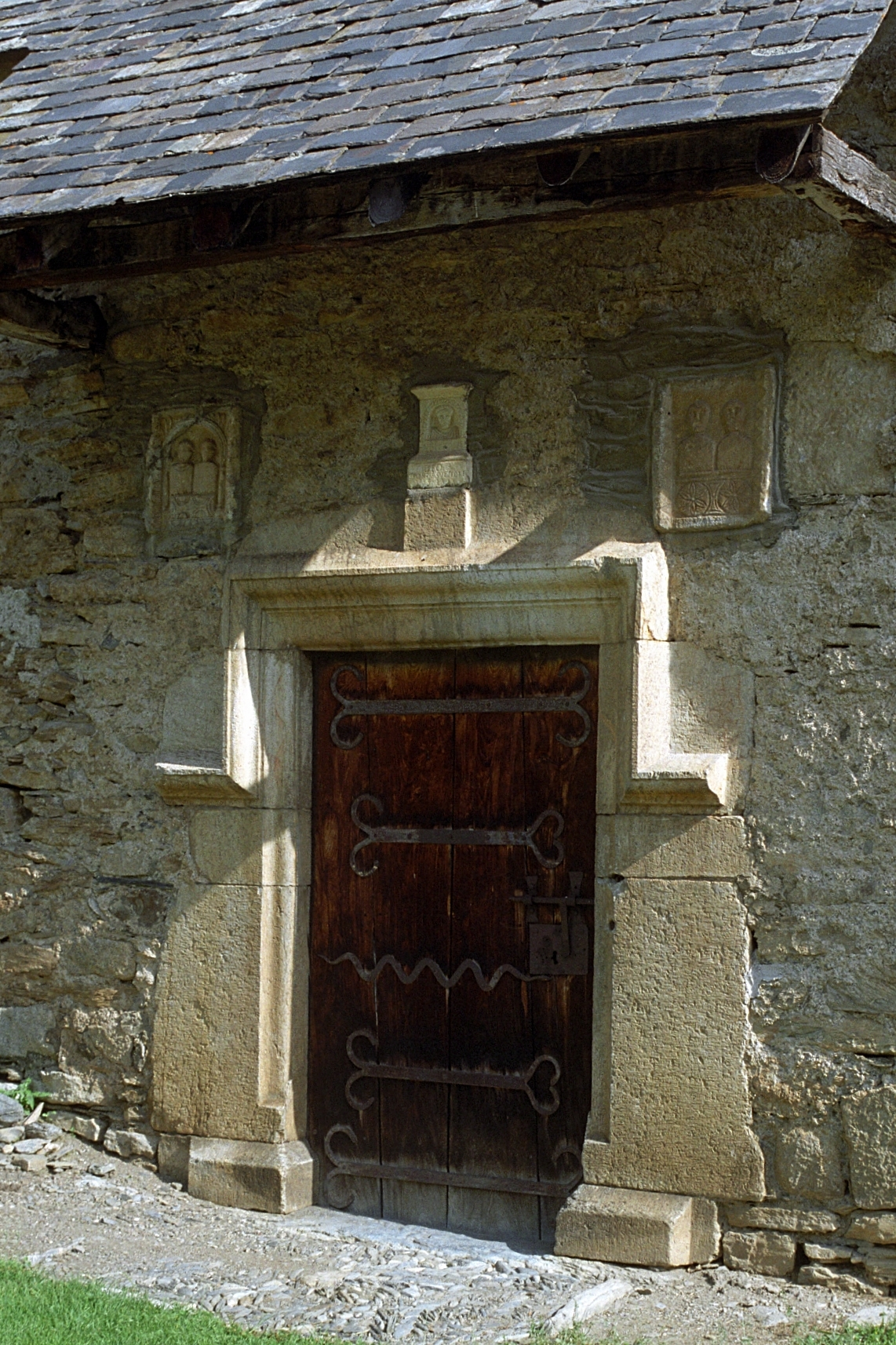
Pforte der Kapelle
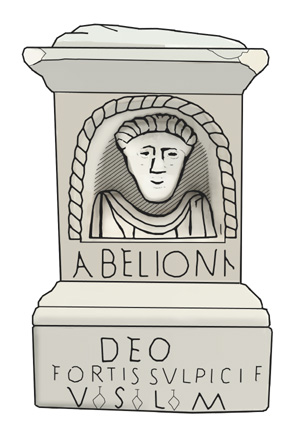
Votivaltar des Abellio